# Неродимле
Неродимле (серб. Неродимље) — средневековый дворцовый комплекс династии Неманичей. Находится близ современного Урошеваца в Косове.
Точная дата строительства дворца неизвестна. Его упоминания относятся к периоду, когда Сербией правил король Стефан Урош II Милутин. В этом дворце он скончался в 1321 году. Впоследствии дворцом пользовались его сын Стефан и внук Душан. Короли из династии Неманичей воздвигли близ дворца несколько церквей. В 1999 году, после окончания Косовской войны, они были разрушены албанцами.
Раскопки югославских археологов, проведенные в 1988 году, показали, что дворец Неманичей был воздвигнут на руинах античной виллы, датируемой IV веком. Обнаруженный при раскопках мозаичный пол был отнесен археологами ко времени правления императора Юстиниана. Ныне руины базилики входят в список памятников Сербии исключительного значения.